# علم الأحياء الفلكي

الحمض النووي ليس الجزيء البيولوجي الوحيد الذي يشير إلى عمليات بيولوجية حياتية.

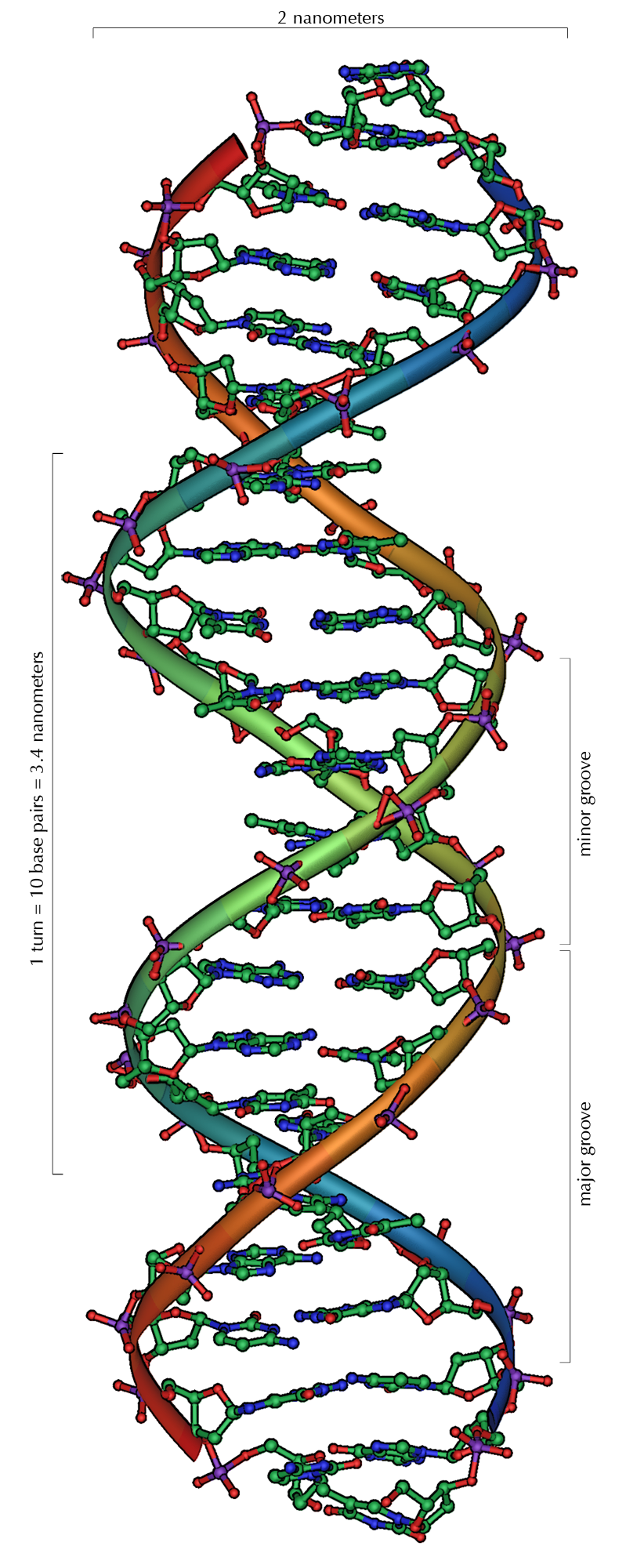
بنية الدنا قد لا تكون الحمض النووي الوحيد في الكون القادر على دعم الحياة

علم الأحياء الفلكي (بالإنجليزية: Astrobiology)‏ هو حقل علمي متعدد التخصصات يهتم بأصول الكون وتطوره المبكر وتوزيعه ومستقبل الحياة في الكون. يعتبر علم الأحياء الفلكي مسألة ما إذا كانت الحياة خارج الأرض موجودة. وكيف يمكن للإنسان أن يكتشفها إذا كانت كذلك. المصطلح علم الأحياء الخارجية (exobiology) هو مماثل.
علم الأحياء الفلكي يستخدم علم الأحياء الجزيئي والفيزياء الحيوية والكيمياء الحيوية والكيمياء وعلم الفلك وعلم الكون الفيزيائي وعلم الكواكب خارج المجموعة الشمسية والجيولوجيا من أجل التحقق من إمكانية الحياة على عوالم أخرى والمساعدة في التعرف على المحيطات الحيوية التي قد تكون مختلفة عن تلك الموجودة على الأرض. أصل وتطور الحياة المبكر هو جزء لا يتجزأ من نظام علم الأحياء الفلكي. يهتم علم الأحياء الفلكي بتفسير البيانات العلمية الموجودة، وعلى الرغم من أن التخمين هو مُسلي لإعطاء السياق، فإن علم الأحياء الفلكي يهتم أساسًا بالفرضيات التي تتلائم بشدة مع النظريات العلمية الموجودة.

## فرضية الأرض النادرة
هذه الفرضية تقول بالاعتماد على الدراسات الأحيائية الفلكية، بأن أشكال الحياة المتعددة الخلايا الموجودة في الأرض هي أكثر ندرةً مما كان يعتقده العلماء من قبل. وهذا يعطي جواب محتمل لمفارقة فيرمي Fermi paradox التي تقول بأنه،«إذا كانت الحياة الفضائية الخارجية شائعة في الكون، فلماذا لم تظهر لنا تلك الحياة؟» هذه الفرضية تبدو معارضة لمبدأ العادية Mediocrity principle، الذي أفترضها العديد من علماء الفلك المشهورين مثل فرانك دريك، وكارل ساغان، وآخرون. ويقترح مبدأ العادية بأن الحياة ليست حالة استثنائية، بل أن الحياة شائعة جداً ويمكن أن توجد في عدد لايُحصى من العوالم الأخرى.
يقول المبدأ الإنساني بأن القوانين الرئيسية التي يعمل بها الكون صُمِّمَت بطريقة لتجعل من الحياة ممكنة. ويدعم المبدأ الإنساني فرضية الأرض النادرة بقوله بأن جميع أنواع العناصر اللازمة لدعم الحياة موجودة في الأرض مسبقاً، وأنها جُهزّت بطريقة تجعل من وجودها صدفة مستحيلة تقريباً (لاحظ بأن هذه المصطلحات أُستعملت من قبل العلماء بطريقة تختلف عن طريقة الشخصيات العامة).